# Haagse hallentype

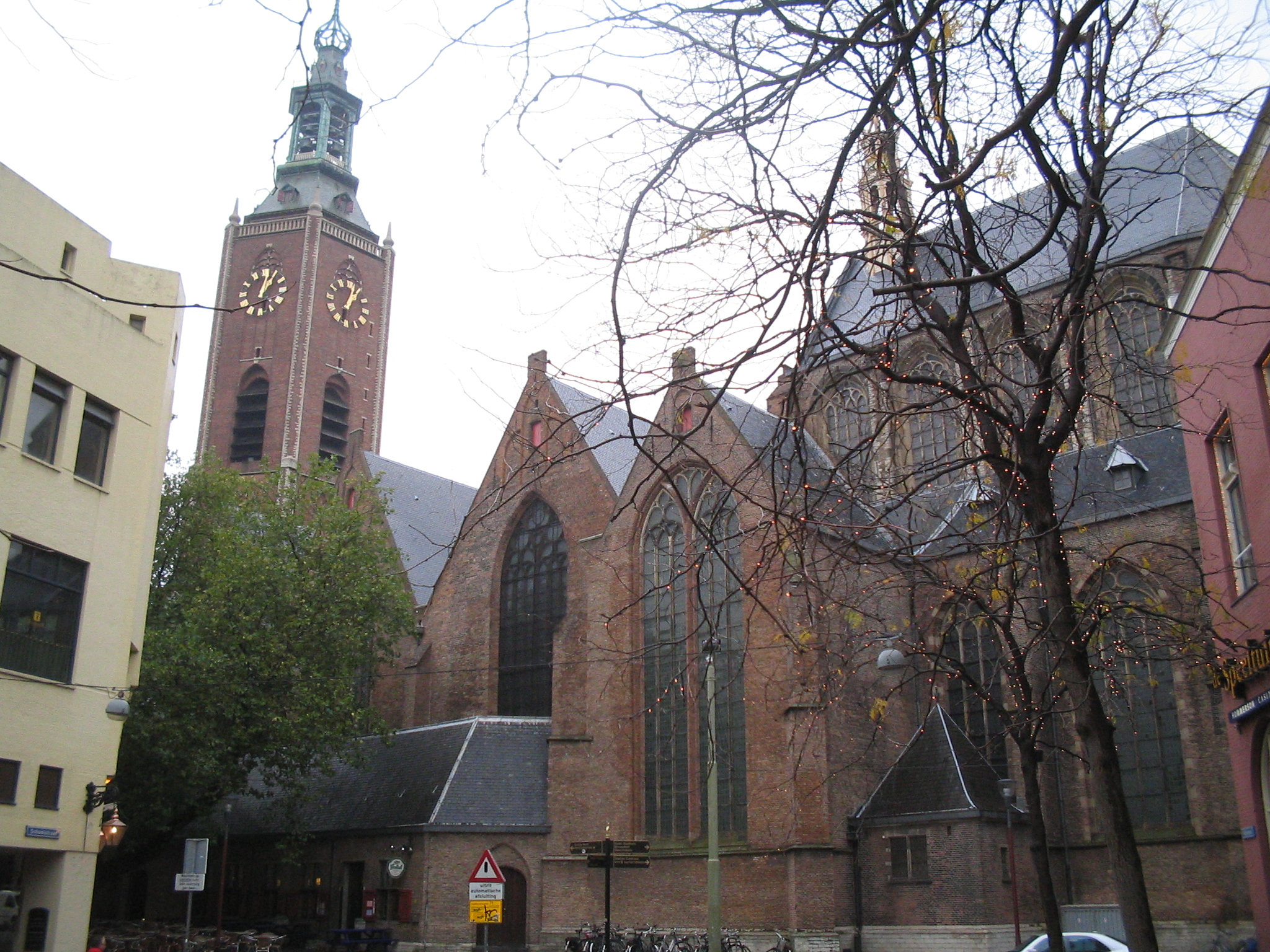
De Grote Kerk te Den Haag

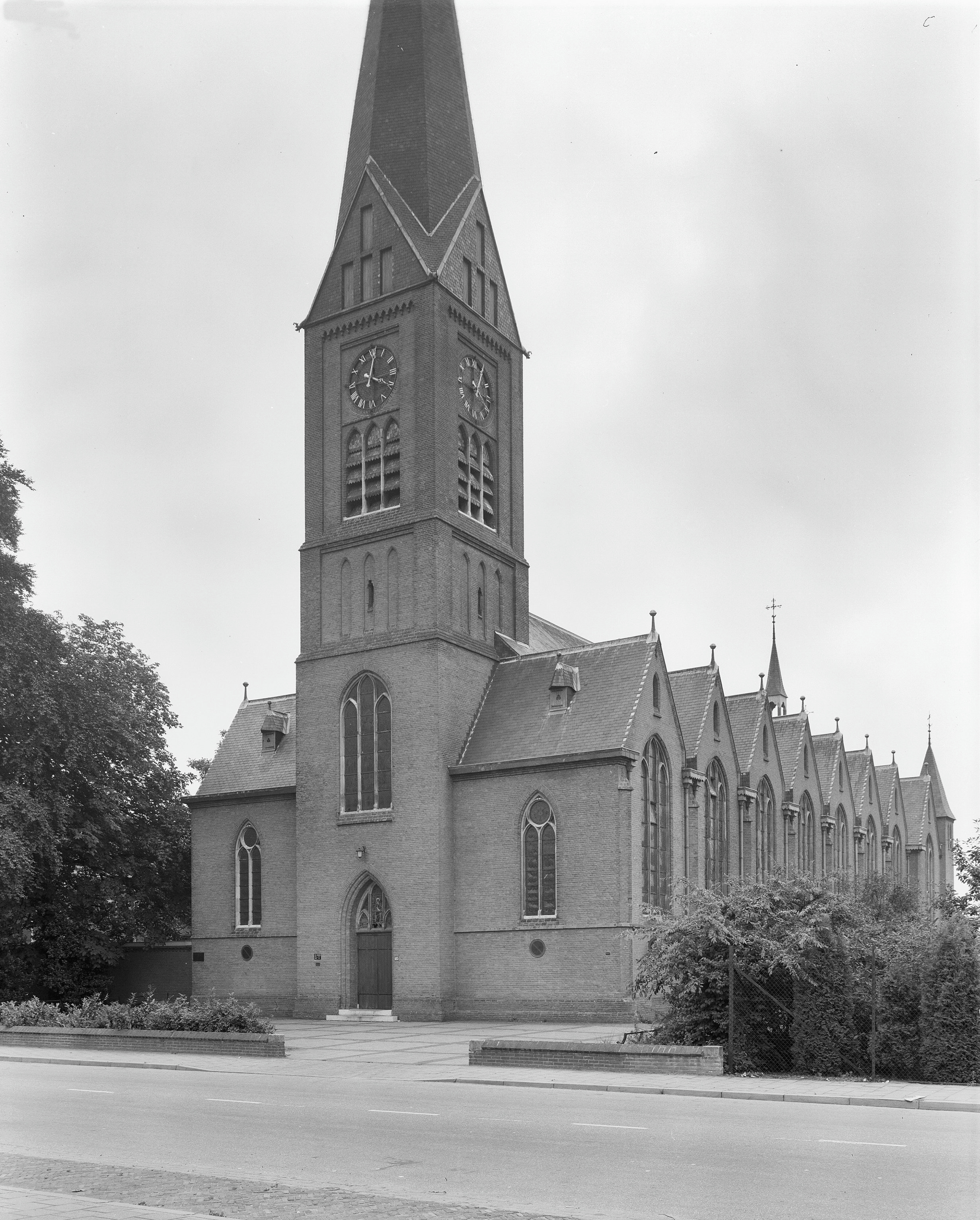
Antonius Abtkerk, Nijmegen

Het Haagse hallentype is een variant op de hallenkerk, waarbij elke travee van de zijbeuk voorzien is van een topgevel en gedekt is met een steekkap of kruisdak, dus haaks op het schip van de kerk. Een kerk met 'Haagse' zijbeuken wordt ook wel beschreven als een kerk met meerdere dwarsbeuken. Dit komt omdat de aaneengesloten hellende daken over de zijbeuken zo diep, breed en hoog zijn dat ze op een serie dwarsbeuken lijken. 
Het buitenaanzicht van de zijbeuk wordt meestal gekenmerkt door de reeks topgevels. Binnenin de kerk kan er veel licht in de zijbeuken vallen, doordat de vensters tot in de topgevels doorgetrokken kunnen worden, terwijl de zijbeuken in andere kerken vaak juist wat donker zijn.

## Toepassing
Het Haagse hallentype werd in de 15e eeuw voor het eerst toegepast bij een vergroting van de Grote Kerk te Den Haag. Ook de Haagse Kloosterkerk en de Oude Kerk in Amsterdam werden op deze wijze uitgebreid. Bij veel van dergelijke kerken is de bestaande dwarsbeuk opgenomen in de zijbeuk en werd de vorm van de dwarsbeuk gedupliceerd, zodat de zijbeuk als het ware bestaat uit een reeks dwarsbeuken. Soms steekt de oorspronkelijke dwarsbeuk verder uit dan de later aangebouwde delen.
Later werden er kerken vanaf het begin voorzien van een zijbeuk met meerdere dwarskappen, zoals bij de hervormde dorpskerk in Aalsmeer, die in 1549 voltooid werd. De opzet van de zijbeuken lijkt sterk op die van de Grote Kerk in Den Haag na de uitbreiding. Een betrekkelijk recente interpretatie van het Haagse hallentype is de Antonius Abtkerk in Nijmegen uit 1880, met een reeks van acht identieke topgevels. De onderbroken lijnen van de buitenkant contrasteren daarbij met de ruimtewerking in het interieur. Een voorbeeld uit de twintigste eeuw is de Staphorster dorpskerk.

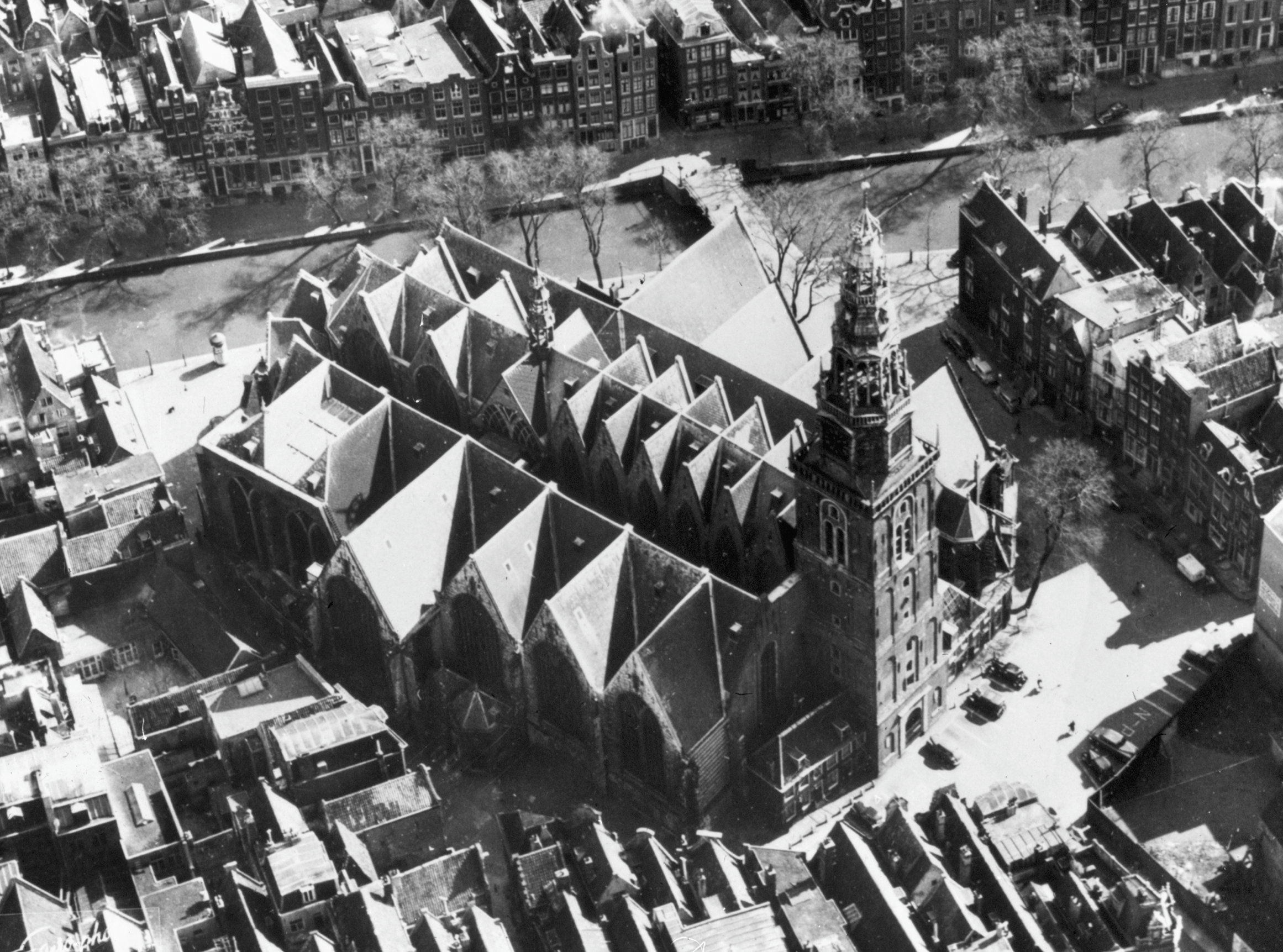
Het dak van de Oude Kerk in Amsterdam

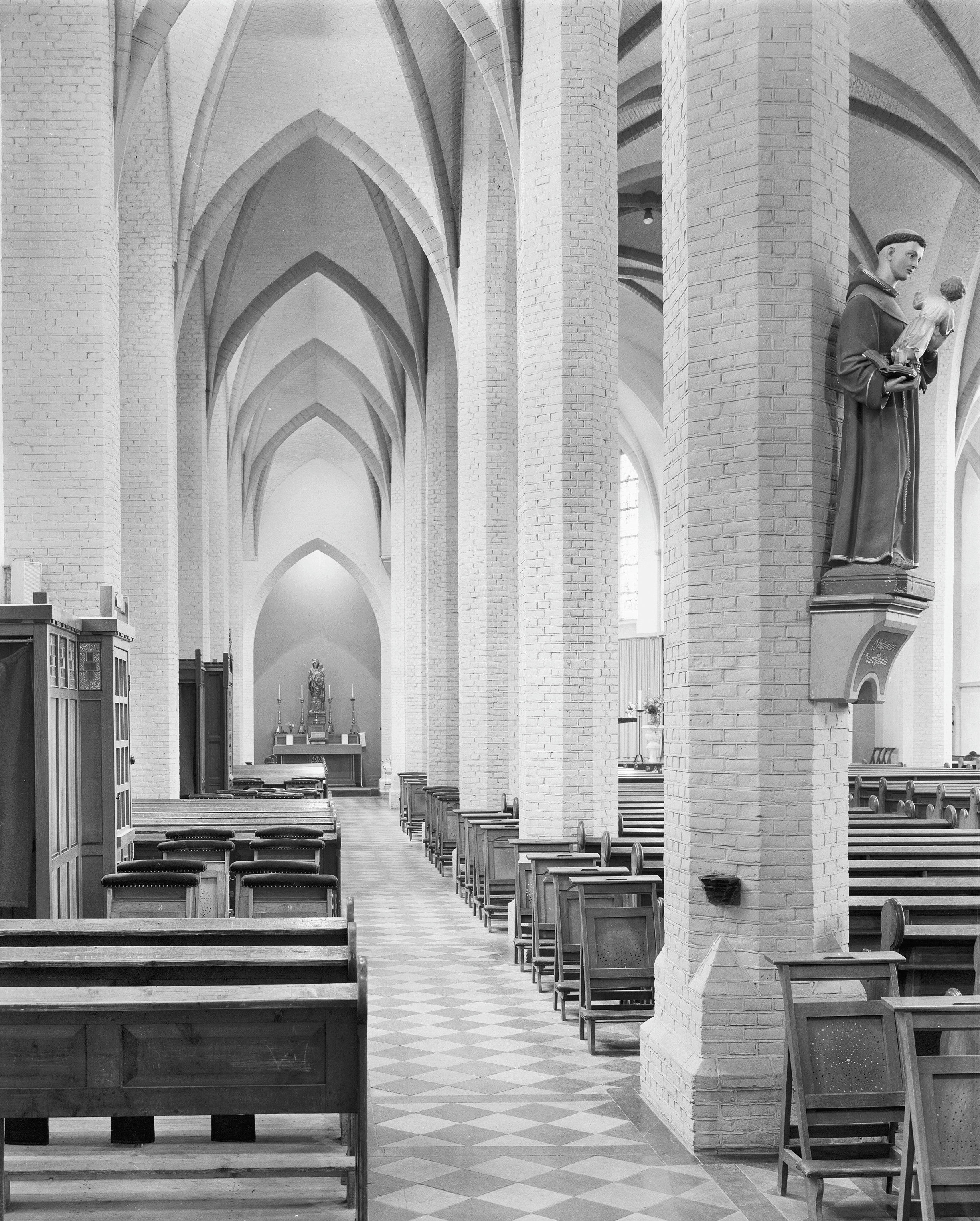
Interieur van de Sint Antonius Abtkerk

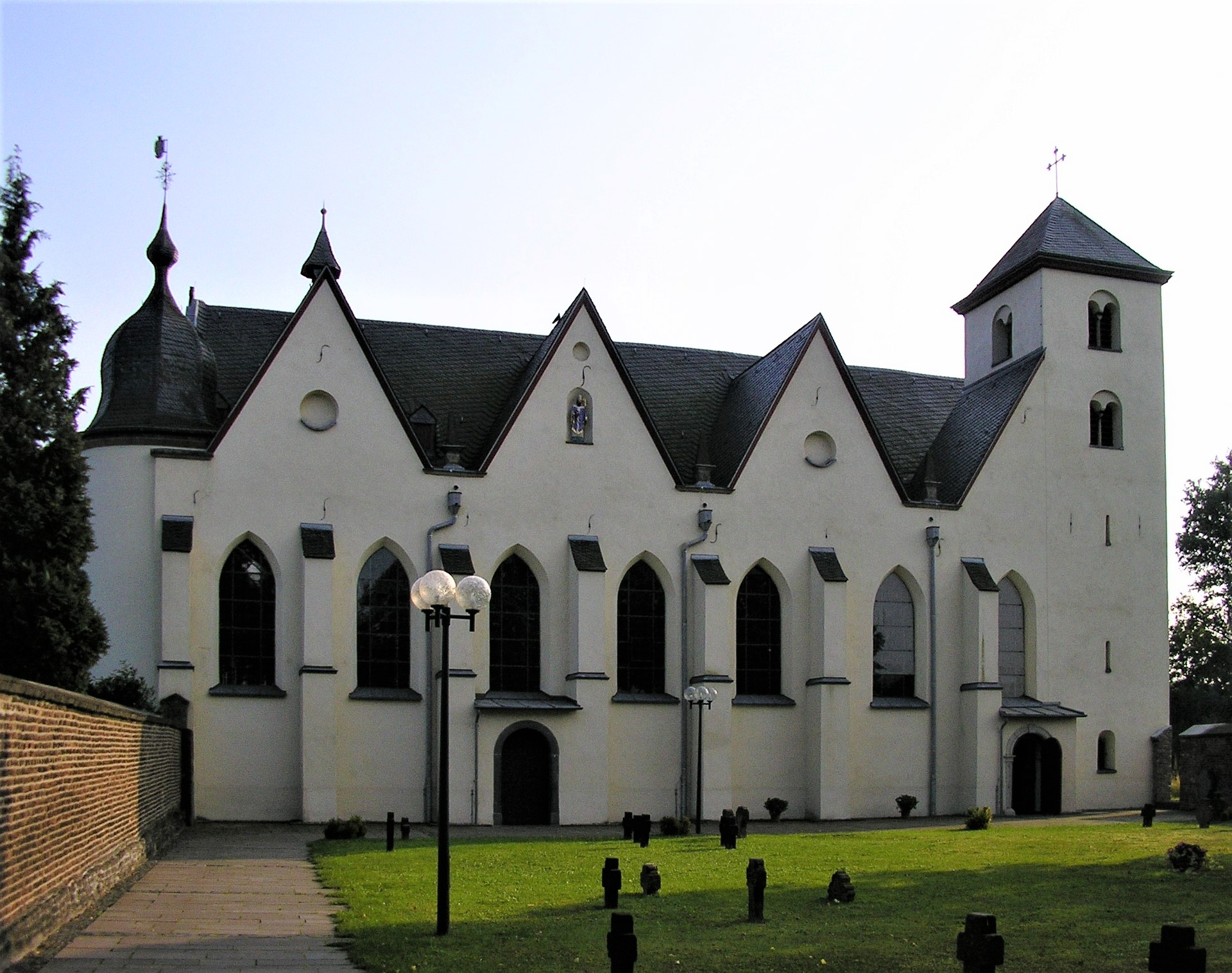
De romaanse Sint-Nicolaas in de Keulse wijk Dünnwald. Het noordelijke schip van deze basiliek kreeg halverwege de 17e eeuw barokke steekkappen.